# Xã Waterford, Quận Dakota, Minnesota
Xã Waterford (tiếng Anh: Waterford Township) là một xã thuộc quận Dakota, tiểu bang Minnesota, Hoa Kỳ. Năm 2010, dân số của xã này là 497 người.